# Ruisseau-Ferguson
Pour les articles homonymes, voir Ferguson.
Ruisseau-Ferguson est un territoire non organisé situé dans la municipalité régionale de comté d'Avignon, dans la région administrative de la Gaspésie–Îles-de-la-Madeleine, au Québec.

## Géographie
Il couvre une superficie de 673 km2.
Plusieurs cours d'eau du bassin versant de la baie des Chaleurs coulent sur le territoire :
- Rivière Patapédia Est,
- Rivière Meadow,
- Rivière Milnikek,
- Rivière Ristigouche,
- Rivière du Moulin.

## Histoire
Son nom a été officialisé le 13 mars 1986

## Démographie
| 2001 | 2006 | 2011 | 2016 | 2021 |
| ---- | ---- | ---- | ---- | ---- |
| 0    | 0    | 0    | 0    | 0    |

## Attraits
Ce territoire a été retenu lors du « deuxième appel d'offres éolien » d'Hydro-Québec pour accueillir le Parc éolien le Plateau SRI, du promoteur Invenergy Wind Canada ULC. Le parc éolien, d'une capacité de 138,6 MW, doit être livré le 1er décembre 2011. Il sera constitué de 60 éoliennes Enercon E-70 d'une puissance de 2,31 MW chacune.